# Liste der Monuments historiques in Plestin-les-Grèves
Die Liste der Monuments historiques in Plestin-les-Grèves führt die Monuments historiques in der französischen Gemeinde Plestin-les-Grèves auf.

## Liste der Bauwerke
| Bezeichnung             | Beschreibung | Standort                     | Kennzeichnung | Schutzstatus   | Datum     | Bild           |
| ----------------------- | ------------ | ---------------------------- | ------------- | -------------- | --------- | -------------- |
| Fontaine Saint-Efflam   |              | Rue des Carrières (Lage)     | PA00089429    | Inscrit        | 1926      | weitere Bilder |
| Kirche St-Efflam        |              | Plce de l’Eglise (Lage)      | PA00089428    | Classé         | 1908      | weitere Bilder |
| Kapelle Ste-Barbe       |              | Place de Sainte-Barbe (Lage) | PA00089426    | Inscrit        | 1934      | weitere Bilder |
| Kapelle von Saint-Jagut |              | (Lage)                       | PA22000008    | Inscrit Classé | 1998 2000 |                |
| Manoir de Leslach       |              | (Lage)                       | PA00089431    | Inscrit        | 1927      | weitere Bilder |
| Manoir de Kerviziou     |              | (Lage)                       | PA00089430    | Inscrit        | 1927      | weitere Bilder |
| Schloss Lesmaës         |              | (Lage)                       | PA00089427    | Inscrit        | 1927      | weitere Bilder |

## Liste der Objekte

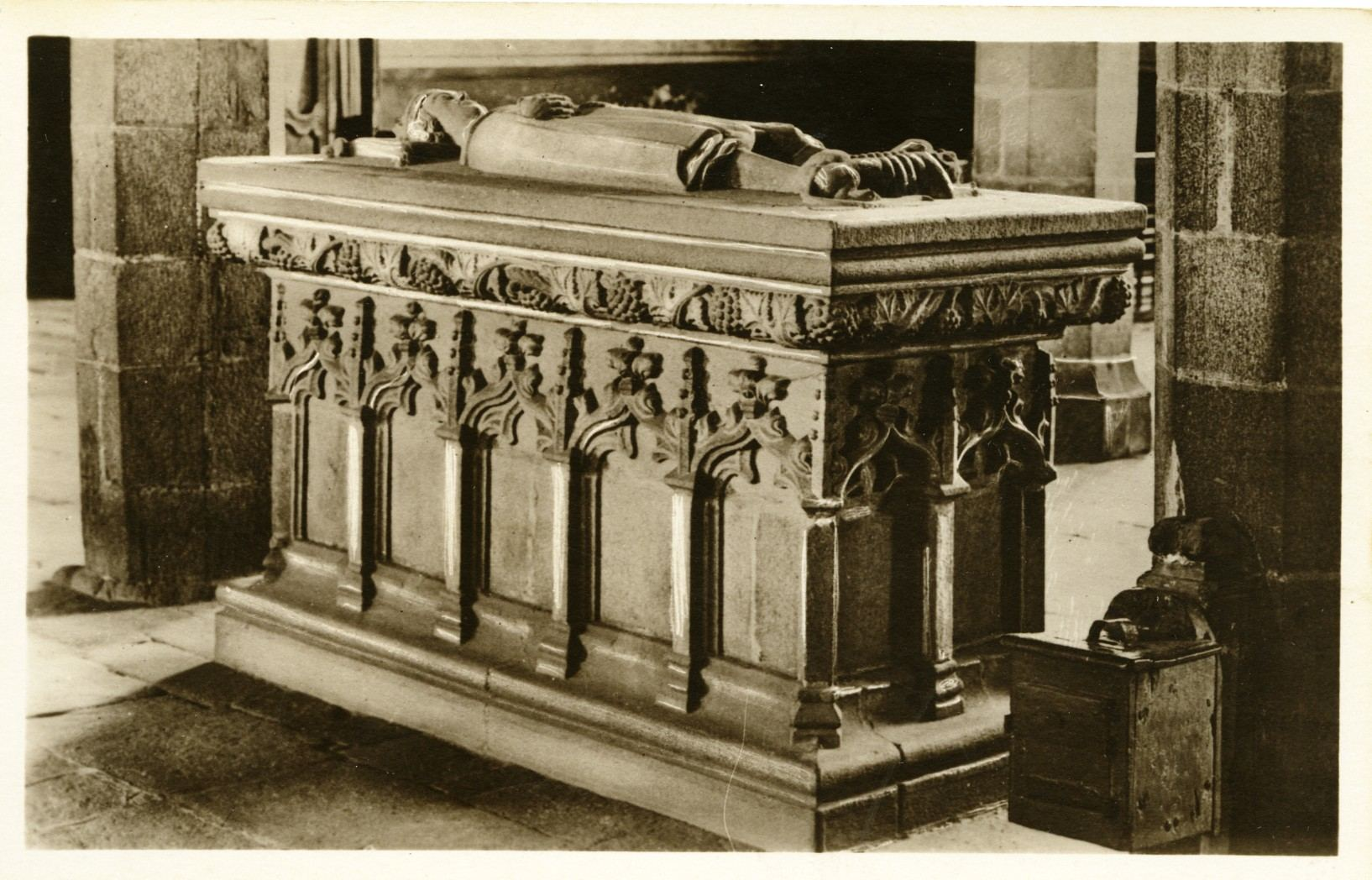
Grab des heiligen Efflam in der Kirche St-Efflam

- Monuments historiques (Objekte) in Plestin-les-Grèves in der Base Palissy des französischen Kultusministeriums